# Flags of the World
Flags of the World (eller FOTW) är en Internet-baserad vexillologisk resurs med information om alla typer av flaggor och olika diskussionsforum. FOTW startades 1993 och anslöts 2001 till FIAV (Fédération internationale des associations vexillologiques). Webbplatsen innehåller drygt 30 000 sidor om cirka 65 000 flaggor.